# Penthimia laetifica
Penthimia laetifica är en insektsart som beskrevs av Dlabola 1958. Penthimia laetifica ingår i släktet Penthimia och familjen dvärgstritar. Inga underarter finns listade i Catalogue of Life.